# Arrondissement Amsterdam
Amsterdam was een arrondissement van het voormalige Franse Zuiderzeedepartement. Het arrondissement is ontstaan na de Franse annexatie van het voormalige Koninkrijk Holland, toen de departementen Amstelland en Utrecht werden samengevoegd en de Franse bestuursstructuur met arrondissementen werd ingevoerd. De prefectuur bevond zich te Amsterdam. Het arrondissement was op 1 januari 1811 ingesteld en is per 11 april 1814 opgeheven.
Er bestaat overigens nog steeds een Nederlands gerechtelijk arrondissement dat tot de invoering van de Nieuwe Gerechtelijke Kaart grotendeels de contouren van het Franse arrondissement volgt.

## Kantons
Het arrondissement was samengesteld uit de volgende kantons:
- Kanton Amsterdam
- Kanton Baambrugge
- Kanton Aalsmeer[1]
- Kanton Loenen
- Kanton Naarden
- Kanton Nieuwer-Amstel
- Kanton Oud-Loosdrecht
- Kanton Watergraafsmeer
- Kanton Weesp